# 1733 w polityce

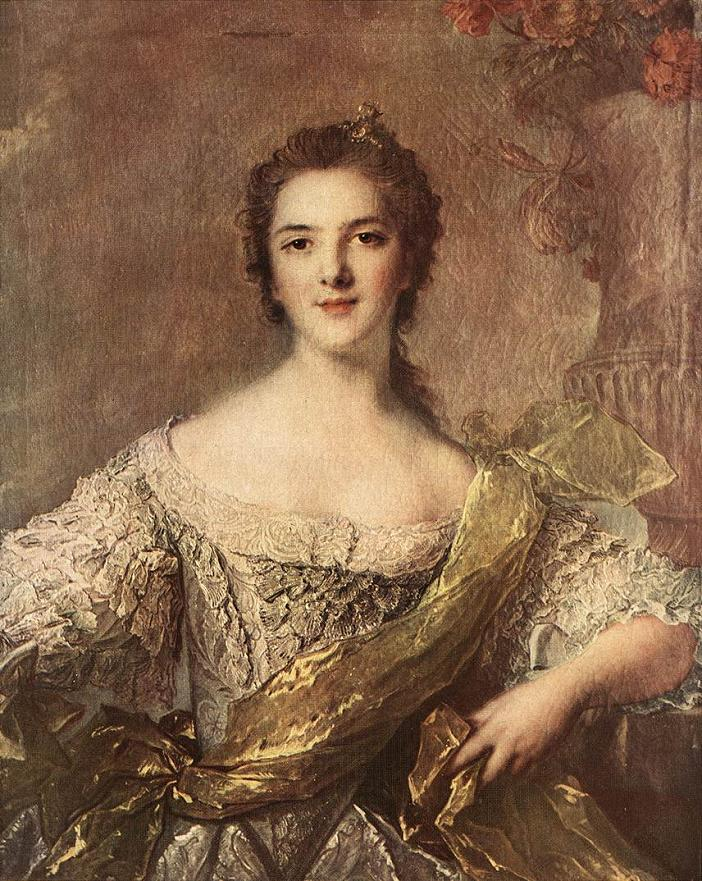
Wiktoria Ludwika Burbon

Wydarzenia polityczne w 1733 roku.

## Wydarzenia
- August III Sas został królem Polski[1].

## Urodzili się
- 11 maja Wiktoria Ludwika Burbon, księżniczka francuska, córka króla Ludwika XV i jego żony Marii Leszczyńskiej[2].
- Paweł Popiel, dostojnik szlachecki[3].

## Zmarli
- 1 lutego August II Mocny, książę Saksonii i król Polski[4].
- 26 grudnia João de Almeida Portugal, portugalski polityk i dyplomata[5].